# Chùa Nam Thọ
Chùa Nam Thọ (còn gọi là Khánh Linh Tự) thuộc phường Trà Cổ, thành phố Móng Cái, tỉnh Quảng Ninh, là một trong những công trình kiến trúc tôn giáo được xây dựng từ năm 1775 đời Cảnh Hưng nhà Hậu Lê.
Hiện nay chùa còn lưu giữ cả một hệ thống tượng phật quý giá được chạm trổ hết sức tinh vi và tỉ mỉ, thể hiện qua các thời kỳ khác nhau đều mang đậm bản sắc văn hoá dân tộc Việt.
Sân chùa là những cây đa, cây chay đại thụ hàng trăm năm tuổi quanh năm rợp bóng tạo ra một không gian rất tĩnh mịch và yên bình.
Chùa Nam Thọ được xếp hạng di tích cấp quốc gia thuộc loại hình kiến trúc nghệ thuật.
Những ngày lễ chính: (theo âm lịch) 
- 01/01: Lễ Mẫu
- 09/01: Lễ Ngọc Hoàng Thượng đế
- 09/02: Lễ Đức Phật Quan Âm
- 15/04: Ngày Phật đản
- 19/09: Lễ Đức Phật Quan Âm
- 17/11: Lễ Phật A Di Đà